# Miner Wars Arena
Miner Wars Arena je česká 2,5D počítačová hra od studia Keen Software House. Žánrem se jedná o akční videohru s prvky arkády. Hra vyšla 28. srpna 2012. Jedná se o spin-off k Miner Wars 2081, které vyšlo o 3 měsíce později. Hra byla inspirována starším titulem Tunneler.

## Hratelnost
Hráč ovládá těžařskou loď a bojuje s nepřáteli v aréně. V té si však musí napřed prokopat cestu. Celkem se ve hře vyskytují 3 druhy lodí, 10 druhů upgradů a power-upů a 5 druhů zbraní. Režim pro jednoho hráče obsahuje 2 módy – skirmish a tournament. Tournament je jakousi kampaní o 15 misích. Režim pro více hráčů je přítomen ve formě split-screenu (hraje se na jednom počítači).

## Příběh
Hra se odehrává v roce 2090, kdy je Sluneční soustava po politickém zhroucení a lidstvo musí bojovat o vzácné zdroje asteroidů.